# 부산화교협회
부산화교협회(釜山華僑協會)는 대한민국 부산광역시에 있는 화교의 단체이다. 1961년에 설립되었다. 현재 협회의 회장은 탕톈잉(湯天英)이다. 당 협회의 관할구역은 부산광역시, 양산시, 김해시, 밀양시, 기장군, 거제시이다. 부산화교중고등학교, 부산화교소학교, 부산화교소학교 부속유치원을 관할하고 있다. 

## 소재지
- 부산광역시 동구 대영로 243 번길 61 (초량동) 부산화교협회

## 같이 보기
- 부산화교중고등학교